# DR-Baureihe SKL 24
Der Gleiskraftwagen SKL 24, auch Typ Schöneweide genannt, wurde für den Gleisbau und die Streckenunterhaltung bei der Deutschen Reichsbahn durch das Reichsbahnausbesserungswerk Berlin-Schöneweide entwickelt. Er wurde in den Spurweiten 900 mm, 1000 mm und 1435 mm gebaut. Die Serienproduktion führte ab 1971 das Werk für Gleisbaumechanik in Brandenburg durch.

## Konstruktive Merkmale
Der Rahmen besteht aus U-förmigen Walzprofilen mit vier Längsträgern in Schweißkonstruktion. Das Fahrzeug wird über Blattfedern getragen. Zum Bremsen stehen eine fußbediente Druckluftbremse sowie eine Handbremse zur Verfügung.
Der Dieselmotor wirkt über die Kupplung und ein Schaltgetriebe. Die Antriebswelle des Schaltgetriebes ist mit dem Wendegetriebe verbunden. Über zwei Kettengetriebe sind beide Achsen angetrieben.
Das Fahrzeug ist mit einer 12 V-Anlage ausgerüstet. Zum Anlassen erfolgt mittels Reihenschaltung beider Batterien eine Verdoppelung der Spannung auf 24 V.
Mit einer Kuppelstange darf ein Regelfahrzeug mit einer Gesamtmasse bis 17 t mit maximal 10 km/h bewegt werden.
Ab 1976 wurden einige der Fahrzeuge mit einem Ladekran der Bauart LDK 1250 vom VEB Spezialfahrzeugbau Löbau, wie er auch auf Lkws der Bauart IFA W50 verwendet wurde, ausgestattet. Die Planung erfolgte im Forschungs- und Entwicklungswerk Blankenburg, der Umbau im Werk für Gleisbaumechanik Brandenburg.

## Weiterverwendung
Betriebsfähige Exemplare werden als Zugmaschine auch touristisch und museal genutzt, so beim Förderverein Historische Westsächsische Eisenbahnen e. V. in Form des Wernesgrüner Schienenexpress, in Chemnitz-Hilbersdorf im Schauplatz Eisenbahn oder bei Landesgartenschauen wie in Oelsnitz/Erzgebirge.